# Cissus sciaphila
Cissus sciaphila är en vinväxtart som beskrevs av Ernest Friedrich Gilg. Cissus sciaphila ingår i släktet Cissus och familjen vinväxter. Inga underarter finns listade i Catalogue of Life.